# Košices internationella flygplats
Košices internationella flygplats (slovakiska: Medzinárodné letisko Košice) (IATA: KSC, ICAO: LZKZ) är en internationell flygplats som servar Košice i Slovakien och är landets näst största internationella flygplats. Flygplatsen ligger sex kilometer söder om staden, 230 meter över havet och täcker en yta av 3,50 km². Från flygplatsen körs både chartrade plan, inrikes och internationella flygningar. De största flygplanen som kan köra på flygplatsen är Boeing 767 eller Airbus A310. Flygplatsen hade 182 000 charterpassagerare 2019. Det var den bästa sommarsäsongen i flygplatsens historia.

## Historia
Byggandet av dagens flygplats påbörjades 1950 nära förorten Barca. 1954 påbörjades bygget med den första delen av den nya passagerarterminalen, hangarer samt ett nytt kontrolltorn. 1955 startades direktflygningar från Košice till Prag, Tjeckien. Linjen fick smeknamnet "Östra slovakexpressen". 1959 flyttades de militära flygskolorna till Košice flygplats. Strömförsörjningen förbättrades av kraftigare transformatorer 1962. Ökad trafik krävde en större passagerarterminal vid mitten av 1960-talet. Grundandet av SNP Air Force Academy 1973 stärkte luftfarten i den dåvarande republiken Tjeckoslovakien. Mellan 1974 och 1977 utökades landningsbanan med 1 100 meter och ljussystem installerades, strömförsörjningen byggdes om och ett belysningssystem installerat för att uppfylla CAT II ICAO-specifikationerna. Militärflyget på flygplatsen upphörde 2004.
Det ungerska lågprisflygbolaget Wizz Air öppnade en ny bas vid Košice flygplats i juni 2015 tillsammans med lanseringen av nya rutter till Doncaster och Bergamo-Orio al Serios internationella flygplats, även känd som Milano-Bergamo flygplats. Under åren med basdrift fanns olika tjänster till Bristol, Köln-Bonns flygplats och Tel Aviv. Wizz Air stängde sin bas i maj 2018.
I januari 2019 stängdes den enda inrikesflygningen mellan Slovakien, mellan Bratislava och Košice, av Czech Airlines.

## Passagerare och frakt
Antal passagerare och frakt (i ton mätt) sedan 2000:
| År          | 2000    | 2001    | 2002    | 2003    | 2004    | 2005    |
| ----------- | ------- | ------- | ------- | ------- | ------- | ------- |
| Passagerare | 125 844 | 138 083 | 161 827 | 187 716 | 231 410 | 269 885 |
| Frakt (ton) | 277     | 500     | 257     | 322     | 368     | 448     |

## Terminaler
Den totala arean av terminalen är 4 456 m² varav 3 500 m² är designat för den resande allmänheten. Faciliteter inkluderar internationella och nationella gater, informationsdiskar och resebyråer, sjukstuga, tyst rum och en affärslounge. Det finns också biluthyrningsfirmor, mindre affärer och restauranger.

## Flygbolag och destinationer
- Austrian Airlines, skött av Austrian Arrows (Wien)
- Czech Airlines (Prag)

## Charterflygningar
- Bulgarian Air Charter (Burgas)
- Air Slovakia (Egypten)
- Slovak Airlines (till 2006)